# Одринци (област Добрич)
 За другото българско село вижте Одринци (Област Хасково).  
Одринци е село в Североизточна България. То се намира в община Добричка, област Добрич.

## Население
Преброяване на населението през 2011 г.
Численост и дял на етническите групи според преброяването на населението през 2011 г.:
|                     | Численост | Дял (в %) |
| Общо                | 249       | 100,00    |
| Българи             | 231       | 92. 77    |
| Турци               | 13        | 5,22      |
| Цигани              | 0         | 0,00      |
| Други               | 0         | 0,00      |
| Не се самоопределят | 0         | 0,00      |
| Неотговорили        | 4         | 1,60      |

## Културни и природни забележителности
- язовир Одринци